# Pierre qui Pousse
La Pierre qui Pousse est un menhir situé à Aubigny-au-Bac, dans le département français du Nord.

## Protection
Le menhir est inscrit au titre des monuments historiques le 22 novembre 1979. 

## Description
Le menhir se trouve dans le marais d'aubigny-au-Bac, sur un sentier pédestre qui mène à Brunémont. C'est un bloc de grès landénien de 2,90 m de hauteur (dont 1,48 m hors-sol) sur 2,15 m de largeur et 0,70 m d'épaisseur. Il serait enfoncé sur environ 2,40m. En forme de tête de cheval, on l'associe à un mégalithe préhistorique malgré l'absence de preuves.

## Folklore
Selon la tradition, la pierre continuerait de grandir. Pour cette raison, le menhir est appelé Pierre qui pousse. Cette supposée croissance provient peut-être de la nature du terrain marécageux.